# Quark
Quark a Star Trek: Deep Space Nine című amerikai televíziós sci-fi-sorozat egyik szereplője. Alakítója Armin Shimerman. A ferengi fajból származik, amely erősen kapitalista, csak a profit érdekli őket. Quark egy bárt üzemeltet a sorozat címét adó 9-es űrállomáson. A szereplő, aki a történetben gyakran a humoros szálat képviselte, valószínűleg az 1978-ban bemutatott Quark című televíziós sorozatból kapta a nevét, amely gyakran mutatott be sci-fi témákat humoros szemszögből.

## Élete
Quark, mielőtt megnyitotta volna a saját magáról elnevezett bárt, nyolc éven át szakácsként szolgált egy ferengi űrhajón. Az űrállomásra még Bajor kardassziai megszállása alatt került, amikor az állomás még a Terok Nor nevet viselte. Quark eleinte csodálta a kardassziaiakat azért, ahogyan az erkölcsöt értelmezik, később azonban, úgy tűnik, megsajnálta az elnyomott bajori népet és olcsón adott el nekik ételt és felszerelést, amiért bajba kerülhetett volna, ha a kardassziaiak megtudják. Mikor a megszállás végével az állomás gazdát cserélt, Quark távozni akart, az új parancsnok, Benjamin Sisko azonban úgy érezte, Quark jelenléte növelné az állomás turisztikai vonzerejét és fellendítené a gazdaságát, zsarolással rávette, hogy maradjon. 
Quark a bár vezetése mellett mindenféle kétes üzelmekben is részt vesz, de sem Sisko, sem a bajori hatóságok nem igyekeznek megbüntetni, nagyrészt azért, mert fontos szerepet tölt be az állomás üzleti életében, hozzájárul a turizmus jelenlétéhez, és ezekkel több hasznot hajt az állomásnak, mint amennyi gondot okoznak egyéb tevékenységei (melyek ráadásul a ferengi törvények szerint legálisak és általában nem ártanak senkinek); emellett a Föderáció be nem avatkozási alapelve (mely alapján nem avatkoznak más fajok belügyeibe) kiterjed még a ferengik üzletelésére is, így Sisko keze is sok esetben meg van kötve.

## Családja
A sorozatban szerepel öccse, Rom, akit kedvel, bár ez nem akadályozza meg abban, hogy igazi ferengi módjára elcsalja az üzletből neki járó részesedést. Unokaöccse, Nog rövid ideig a bárban dolgozott, mielőtt a Csillagflotta Akadémiára ment. Quark kapcsolata anyjával, Ishkával elég viharos, mert Ishka öntörvényű és nem tartja a ferengi hagyományokat.